# Canva
Canva là một trang web công cụ thiết kế đồ hoạ, được thành lập năm 2013. Canva sử dụng định dạng kéo thả và cung cấp quyền truy cập vào hơn một triệu mẫu thiết kế, bức ảnh, video, đồ họa và phông chữ. Canva được sử dụng bởi những người nghiệp dư cũng như các chuyên gia trong lĩnh vực đồ họa. Ứng dụng bao gồm các mẫu làm sẵn để người dùng sử dụng. Tạo tài khoản và sử dụng Canva là miễn phí, mặc dù phần lớn các yếu tố chất lượng cao sẽ cần phải trả tiền để tải xuống dự án của một người. Ứng dụng này cũng cung cấp các gói đăng ký trả phí như Canva Pro và Canva for Enterprise để có thêm chức năng. Các sản phẩm được tạo ra từ Canva có thể sử dụng cho cả mục đích kỹ thuật số (website, email, mạng xã hội...) và ngoại tuyến (in ấn).

## Lịch sử
Công ty được thành lập vào ngày 1 tháng 1 năm 2013 tại Sydney, Australia bởi Melanie Perkins. Trước đây cô đã thành lập Fusion Books, nhà xuất bản kỷ yếu lớn nhất. Trong năm đầu tiên, Canva có hơn 750.000 người dùng. Chuyên gia công nghệ và truyền thông xã hội Guy Kawasaki gia nhập công ty với tư cách là nhà truyền giáo chính vào tháng 4 năm 2014. Năm 2015, Canva for Work đã được ra mắt, mang đến cho các doanh nghiệp một công cụ sản xuất tài liệu tiếp thị.
Trong năm tài chính 2016–2017, doanh thu tăng từ 6,8 triệu đô la Úc lên 23,5 triệu đô la Úc, với khoản lỗ 3,3 triệu đô la. Năm 2017, công ty đạt lợi nhuận và có 294.000 khách hàng thanh toán. Tính đến năm 2018, công ty có 200 nhân viên có văn phòng ở cả Australia và San Francisco. Vào tháng 1 năm 2018, Perkins tuyên bố công ty đã huy động được 40 triệu đô la bằng Sequoia Capital, Liên doanh Blackbird và Felicis, và nó được định giá 1 tỷ đô la.
Vào tháng 6 năm 2018, Canva tuyên bố sẽ hợp tác với Dropbox để tích hợp các thiết kế và hình ảnh của nó vào nền tảng.
Vào tháng 12 năm 2019, Canva đã công bố Canva for Education, một sản phẩm miễn phí dành cho trường học và các tổ chức giáo dục khác nhằm tạo điều kiện hợp tác giữa học sinh và giáo viên.
Vào tháng 6 năm 2020, Canva đã công bố quan hệ đối tác với FedEx Office và với Office Depot vào tháng sau. Tính đến tháng 6 năm 2020, định giá của Canva đã tăng lên 6 tỷ đô la Úc, tăng lên 40 tỷ đô la Úc vào tháng 9 năm 2021.
Năm 2021, Canva ra mắt công cụ chỉnh sửa video. Người dùng cũng có thể trả tiền cho các sản phẩm vật lý được in và vận chuyển. Ví dụ về các sản phẩm có thể được thực hiện trên Canva bao gồm biển báo ngoài sân, danh thiếp, biểu đồ công việc nhà, bìa album, sách điện tử, đồ họa thông tin, thực đơn và thư mời. Công ty đã công bố ý định cạnh tranh với Google và Microsoft trong hạng mục phần mềm văn phòng, với các sản phẩm trang web và bảng trắng.
Vào ngày 7 tháng 12 năm 2022, Canva ra mắt Magic Write, trợ lý viết quảng cáo dựa trên AI của nền tảng.
Vào ngày 22 tháng 3 năm 2023, Canva đã công bố công cụ Trợ lý mới, công cụ này đưa ra các đề xuất về đồ họa và phong cách phù hợp với thiết kế hiện có của người dùng.

### Rò rỉ dữ liệu
Vào tháng 5 năm 2019, Canva đã bị tấn công mạng khiến dữ liệu cá nhân của 139 triệu người dùng bị đánh cắp. Dữ liệu bị lộ bao gồm tên thật của người dùng, tên người dùng, địa chỉ email, thông tin địa lý và mật khẩu băm của một số người dùng. Canva phải đối mặt với những lời chỉ trích về một email ban đầu cho khách hàng, trong đó chôn vùi các chi tiết bên dưới nội dung tiếp thị tự chúc mừng. Cuối tháng 1 năm 2020, khoảng 4 triệu mật khẩu người dùng đã được giải mã và chia sẻ trực tuyến.  Canva đã phản hồi bằng cách đặt lại mật khẩu của mọi người dùng chưa thay đổi mật khẩu của họ kể từ lần vi phạm đầu tiên.